# Особняк Рацкевича
Особняк Рацкевича — памятник архитектуры местного значения в Чернигове. Сейчас в здании размещается Черниговская региональная торгово-промышленная палата.

## История
Решением исполкома Черниговского областного совета народных депутатов от 26.06.1989 № 130 присвоен статус памятник архитектуры местного значения с охранным № 52-Чг. 
Здание имеет собственную «территорию памятника» и расположено в «комплексной охранной зоне» (также включает 2 памятника архитектуры —  Воскресенская церковь и колокольня, Народный дом — и 2 памятника истории), согласно правилам застройки и использования территории. На здании установлена информационная доска. 

## Описание
Усадебный дом на безымянной улице (сейчас Рыночная) построен в конце 19 — начале 20 веков в стиле модерн. Одноэтажный, деревянный, неправильной формы в плане дом с крыльцом со стороны главного входа. Фасад направлен на юго-восток к Рыночной улице. Округлые и изогнутые детали декора украшают фасад здания, что имеет сходство с другим усадебным домом по улице Коцюбинского. 
Здание было реконструировано с сохранением внешнего вида фасада. Сейчас в здании размещается Черниговская региональная торгово-промышленная палата.